# テンニンソウ
テンニンソウ（天人草、学名 Leucosceptrum japonicum ）は、シソ科テンニンソウ属の多年草 。

## 特徴
地下に太い木化した根茎があり、そこから四角の草質の茎を出して直立する。高さは50-100cmになり、上部はまばらに分枝するものもある。茎に若い時に星状毛があるかまたは無い。葉は対生し、長楕円形から広披針形で、長さ10-25cm、幅3-9cmになる。葉の先端はとがり、基部はくさび形になって葉柄につづき、縁に鋸歯がある。
花期は9-10月。茎先に花序をつけ、若い花序に重なっておおう苞は先端が多少尾状にとがり、花が開くと脱落する。花は淡黄色の唇形花で花序に密につく。萼は短い筒状で5裂する。花冠は萼より長い筒状で、上唇は2裂、下唇は3裂する。下方2個が長い雄蕊が4個、柱頭が2裂する雌蕊が1個あり、ともに花外に長く突き出る。

## 分布と生育環境
日本固有種。本州、四国、九州に分布し、落葉樹林内または山地の木陰に大群落をつくる。

## 和名の由来
テンニンソウは「天人草」であるが、牧野富太郎は「天人草の意味は何によるものかわからない」としている。

## ギャラリー
- 若い花序は苞におおわれる。
- 葉の先端は鋭くとがる。